# Hyakujitsu no bara
Hyakujitsu no bara (百日の薔薇?) è una serie manga scritta ed illustrata da Inariya Fusanosuke, pubblicata a partire dal 2005 ed ambientata agli inizi del XX secolo e che narra d'una storia di guerra ed amore. È stato adattato in un OAV in due episodi pubblicato nel 2009.
La storia si svolge in un momento immaginario del tutto fittizio tra l'inizio e la fine della prima guerra mondiale. Klaus von Wolfstadt, appartenente ad una delle nazioni della grande Alleanza occidentale, lascia il suo paese ed abbandona il suo dovere di soldato al fine d'essere cavaliere di Taki Reizen e potergli in tal modo stare sempre accanto: ma il paese di Taki è alleato ad un nemico dell'occidente. La storia segue il loro rapporto d'amore e come si evolve a partire da un sentimento diffuso d'amicizia, per finire con la possibilità di sfociare anche in odio aperto.

## Trama
Klaus incontra Taki, comandante della 15ª divisione di fanteria, per la prima volta pressappoco nel 1918. Klaus e la sua famiglia al completo (genitori, fratello e sorella) stanno visitando il Giappone per partecipare alla cerimonia d'inaugurazione dell'imperatore. Dopo essersi perduto all'interno degli immensi giardini che circondano la zona della residenza imperiale, inciampa casualmente su un giovane di nome Taki, che subito gli chiede d'aiutarlo a raccoglier dei fiori da uno degli alberi lì vicino per metterli nel suo copricapo cerimoniale. Dopo che Klaus ha eseguito la sua richiesta, gli chiede ancora se fosse disposto a fargli da cavaliere durante tutto lo svolgimento della cerimonia.
Nove anni più tardi, Taki e Klaus s'incontrano nuovamente all'accademia militare di Luckenwalde, dove Taki era andato a studiare per imparare ad utilizzare i carri armati: Klaus riceve l'ordine d'aiutare per quanto gli è possibile Taki, standogli vicino ed assistendolo nei suoi bisogni e necessità. Prima della fine dell'anno di corso, tra i due sboccia una forte ed intensa amicizia che sfocia poi finalmente in vero e proprio amore. A Klaus piace stare ad osservare Taki e cercare di proteggerlo. Quando il paese d'Eurote rompe il trattato che aveva con l'Alleanza occidentale ed invade Dheedene, a Taki viene subito ordinato di tornarsene al suo paese. La notte dopo aver ricevuto l'ordine d'esser rispedito al più presto a casa sua, lui e Klaus hanno il loro primo incontro romantico.
Pochi giorni dopo s'incontrano alla stazione di Luckenwald, Klaus sale sul treno che deve ricondur in patria Taki: durante il viaggio di ritorno i due hanno altri momenti di passione condivisa ma purissima. Tuttavia, essendo Taki uno dei membri più eminenti della famiglia Reizen, favorita da sempre dalla benevolenza divina, ha il dovere e l'onere di rimanere celibe, casto ed illibato fino al giorno del matrimonio. Tenuto conto delle conseguenze negative che avrebbe potuto aver su se stesso e sulle persone a lui più vicine l'infrangere una tal regola, Taki sceglie di concludere il suo rapporto con Klaus, ma solamente dopo che questi gli ha promesso eterna fedeltà come suo cavaliere. Questa promessa deve legare i due in un vincolo indissolubile per il resto dei loro giorni.
Il loro rapporto continuerà a queste condizioni, e intanto loro si trovano a dover affrontar la guerra tra il paese di Taki e l'Alleanza occidentale: riuscirà la loro promessa a mantenersi salda fino alla fine?

## Manga
| Nº | Giapponese 「Kanji」 - Rōmaji          | Data di prima pubblicazione           | Data di prima pubblicazione |
| Nº | Giapponese 「Kanji」 - Rōmaji          | Giapponese                            |                             |
| 1  | 「百日の薔薇」 - Hyakujitsu no bara    | 12 settembre 2005 ISBN 4-7755-0622-6  |                             |
| 2  | 「百日の薔薇2」 - Hyakujitsu no bara 2 | 23 maggio 2007 ISBN 978-4-7755-0955-5 |                             |